# 선결
선결은 대한민국의 슈게이징 밴드이다. 2010년 결성되었으며, 같은 년도 셀프 타이틀 EP를 발매했다. 현재까지 한개의 정규 음반을 발매했으며, 2015년 발매한 급진은 상대적 개념이다.

## 음반 목록

### 정규 음반
- 급진은 상대적 개념 (2015)

### EP
- 선결 (2010)